# Eugène Stokvis
Eugène Stokvis (Rotterdam, 4 december 1866 - Hilversum, 22 maart 1932) was een Nederlands industrieel.
Van 1885 tot 1893 was Stokvis werkzaam in het bedrijf van zijn grootvader R.S. Stokvis & Zonen. In 1893 kocht hij samen met zijn broer Jules Stokvis het cacao- en chocoladebedrijf Kwatta om daarna de onderneming grondig te moderniseren en uit te breiden. In 1906 nam Eugène afscheid van het bedrijf en werd zijn broer Jules enig beheerder. Twee jaar na het overlijden van Jules, in 1911, werd Kwatta na een fusie met chocolaterie La Compagnie Internationale d'Alimentation een Belgisch-Nederlands bedrijf met fabrieken in Breda en Bois-d'Haine. In 1921 werd het productiebedrijf in Breda uitgebreid met een moderne fabriek in het naburige Princenhage.
In 1924 nam Kwatta NV de N.V. Cacao- & Chocoladefabrieken gebr. Sickesz gevestigd aan de Heerengracht te Amsterdam over. 
Van 1911 tot kort voor zijn overlijden in 1932 was Eugène Stokvis president-commissaris bij Kwatta.